# لورينزو دي سيلفيستري
لورينزو دي سيلفيستري (Lorenzo De Silvestri)، لاعب كرة قدم إيطالي.
و هو يلعب مع نادي فيورنتينا.

## روابط خارجية
- لورينزو دي سيلفيستري على موقع الاتحاد الدولي (مؤرشف)  (الإنجليزية)
- لورينزو دي سيلفيستري على موقع الاتحاد الأوربي (الإنجليزية)
- لورينزو دي سيلفيستري على موقع قاعدة بيانات كرة القدم.إي يو (الإنجليزية)
- لورينزو دي سيلفيستري على موقع ناشيونال فوتبول تيمز (الإنجليزية)
- لورينزو دي سيلفيستري على موقع Soccerway.com (الإنجليزية)
- لورينزو دي سيلفيستري على موقع عالم كرة القدم.نت (الإنجليزية)
- لورينزو دي سيلفيستري على موقع كووورة
- لورينزو دي سيلفيستري على موقع أوليمبيديا (الإنجليزية)
- لورينزو دي سيلفيستري على موقع AS.com (الإسبانية)